# 新莊副都心站
新莊副都心站是桃園捷運機場線的一座車站，位於新北市新莊區與泰山區交界處。

## 歷史

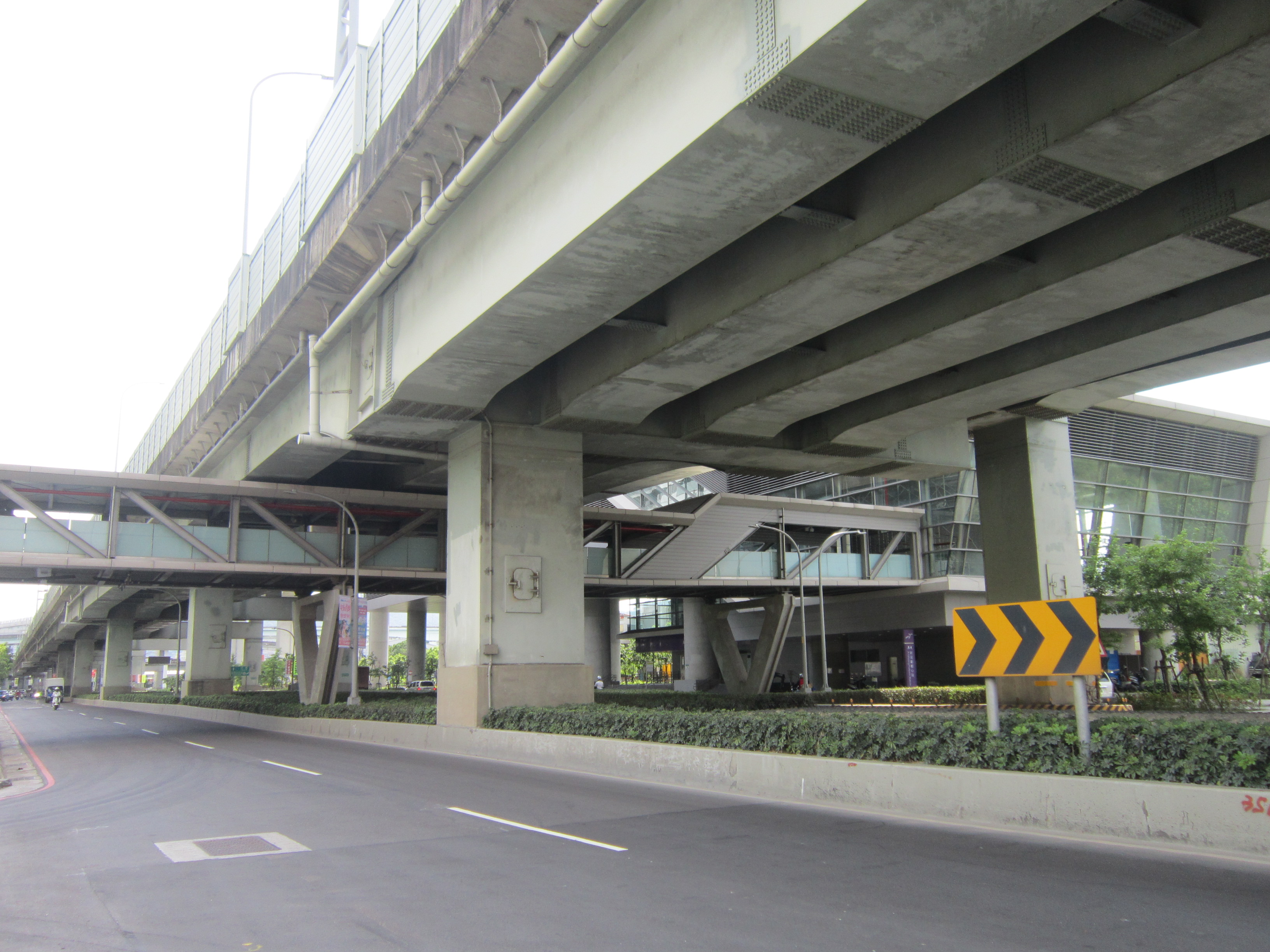
新莊副都心站的人行天橋，方便附近地區的旅客進出。

本站原計畫名為 「楓樹腳站」，曾是由長生國際所主導的中正機場捷運的一員；然而，在BOT破局、中正機場捷運改由中華民國政府自建後，隨即在新的規畫路線中取消。
2006年，為配合「新莊副都心」的計畫，在台北縣政府與交通部高速鐵路工程局的共同協商下，交通部高速鐵路工程局決定於新莊市及泰山鄉的交界，距離新北產業園區站1公里處，重新增設地上四層、高架、採側式月台、基地面積6,400平方公尺的楓樹腳站，編號A4站，並於同年9月4日提送增設A4及A14a兩站的環境影響差異分析報告予行政院環境保護署審查，於同年6月15日經第151次環評審查委員會通過、7月27日備查，確認了楓樹腳站的回歸。:1-4:附件1-1
本站最終於2008年9月22日定名為新莊副都心站:2-1，於2009年2月4日動工，並於2017年3月2日隨桃園機場捷運的通車完工啟用。

## 車站概要
本站位於新北市新莊區新北大道四段，車站編號為A4。本站僅有普通車班次停靠。

## 車站構造
本站站體長約98公尺、寬達26公尺，設有側式月台兩座，並設有半罩式月台門。 月台層與穿堂層間設有四座樓梯、四座電扶梯及兩座電梯，穿堂層與連通層間設有兩座樓梯、兩座電扶梯及一座電梯，連通層則設有兩座樓梯、四座手扶梯以及與穿堂層電梯連通的一座電梯，另外一座獨立的電梯與地面的1號、2號出口聯絡。月台設有公共藝術。

### 車站樓層
| 4F | 月台層             | 公共電話                                                            |
| 4F | 側式月台，右側開門 |                                                                     |
| 4F | ①號月台            | ← 機場線普通車 往老街溪方向（泰山站） ← 機場線直達車 不停靠本站     |
| 4F | ②號月台            | 機場線直達車 不停靠本站→ 機場線普通車 往台北方向（新北產業園區站）→ |
| 4F | 側式月台，右側開門 |                                                                     |
| 3F | 穿堂層             | 電扶梯、電梯及樓梯往月台層                                          |
| 3F | 穿堂層             | 廁所                                                                |
| 3F | 穿堂層             | 驗票閘門、車站詢問處、自動售票機、公共電話                          |
| 3F | 穿堂層             | 電扶梯、電梯及樓梯往連通層                                          |
| 2F | 連通層             | 電扶梯、電梯及樓梯往出入口                                          |
| 1F | 地面               | 1號出口                                                             |
| 1F | 地面               | 2號出口                                                             |

### 車站出口
| 出入口                          | 圖片 | 位置                             |
| ------------------------------- | ---- | -------------------------------- |
| 出入口1 · 設有電梯 · 設有手扶梯 |      | 新北大道四段                     |
| 出入口2 · 設有電梯 · 設有手扶梯 |      | 新北大道四段近中信街交叉口西南面 |
| 註： 設有電梯 \| 設有手扶梯     |      |                                  |

## 利用狀況
| 年   | 桃捷年間 | 桃捷年間 | 桃捷年間 | 桃捷年間 | 日平均 | 日平均 |
| 年   | 上車     | 下車     | 上下車計 | 來源     | 上車   | 上下車 |
| ---- | -------- | -------- | -------- | -------- | ------ | ------ |
| 2017 | 256千    | 273千    | 529千    | [ a ]    | 839    | 1,734  |
| 2018 | 360千    | 376千    | 736千    | [ b ]    | 986    | 2,016  |
| 2019 | 485千    | 504千    | 989千    | [ c ]    | 1,329  | 2,710  |
| 2020 | 720千    | 727千    | 1,447千  | [ d ]    | 1,967  | 3,954  |

## 車站周邊

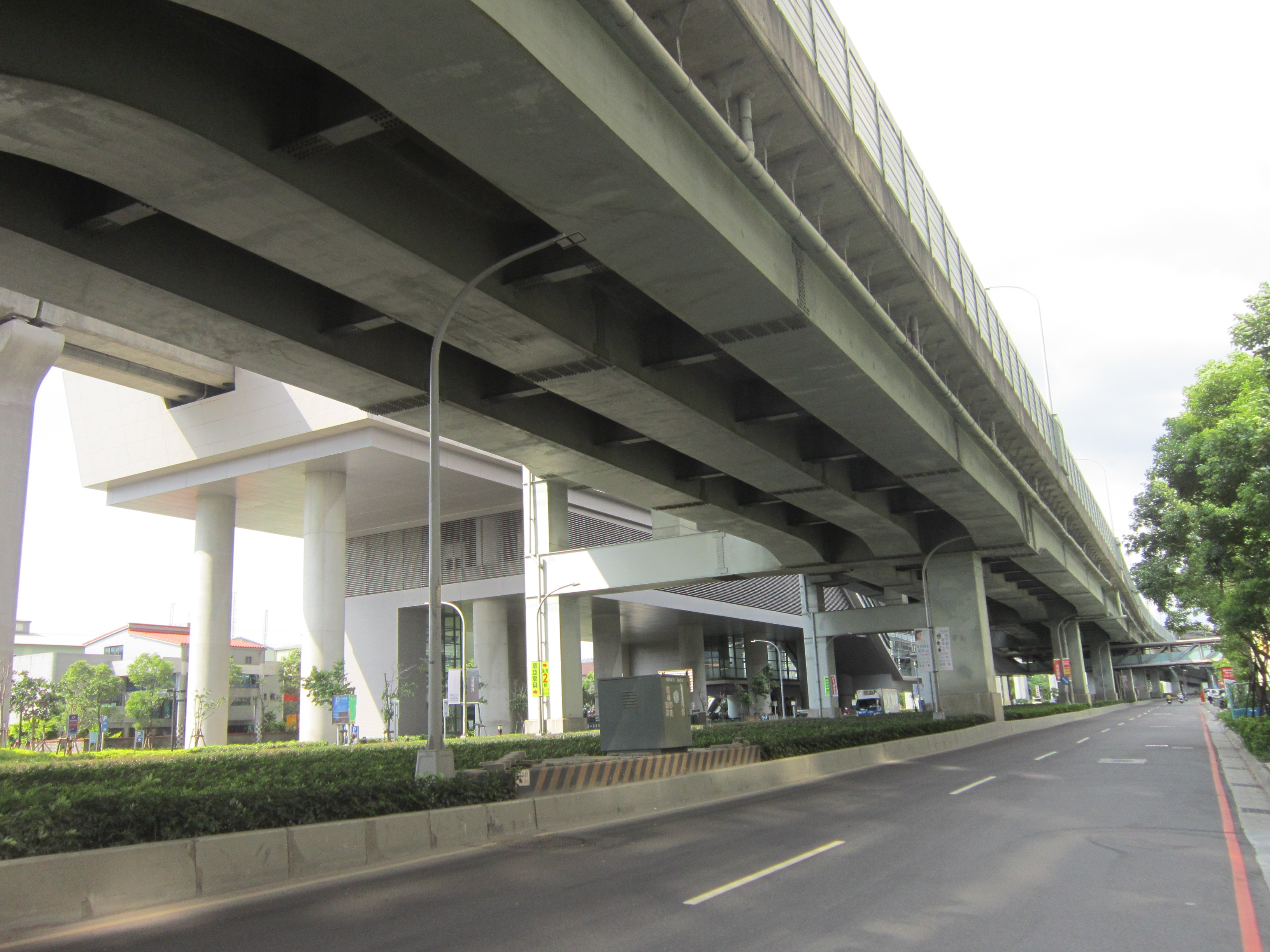
台1線新莊段（上方高架）、新莊副都心站（左）及新北大道（下）合影。

- 新北市公共自行車租賃系統 捷運新莊副都心站
- 中港大排
- 行政院新莊聯合辦公大樓
- 新北市新莊區中信國民小學
- 塭仔底溼地公園
- 宏匯廣場
- 新莊副都心(位於本站與新北產業園區站間)

## 公車資訊
新莊副都心站有7條公車客運路線與其連接。
| 編號      | 經營業者             | 區間                         | 備註                                       |
| --------- | -------------------- | ---------------------------- | ------------------------------------------ |
| 617       | 三重客運             | 泰山－內湖                   | 僅停靠「捷運新莊副都心站（中央路）」站牌。 |
| 622       | 三重客運             | 泰山－捷運中山站             | 僅停靠「捷運新莊副都心站（中央路）」站牌。 |
| 835       | 三重客運             | 新北產業園區－捷運台大醫院站 | 僅停靠「捷運新莊副都心站」站牌。           |
| 960       | 三重客運             | 捷運新莊站－捷運新莊副都心站 | 僅停靠「捷運新莊副都心站」站牌。           |
| 982       | 首都客運、大都會客運 | 新北產業園區－捷運大坪林站   | 僅停靠「捷運新莊副都心站（中央路）」站牌。 |
| 982區間車 | 首都客運、大都會客運 | 新北產業園區－捷運府中站     | 僅停靠「捷運新莊副都心站（中央路）」站牌。 |

## 腳註

### 來源資料
1. 1 2  YouTube上的機場捷運核准營運既試營運計畫記者會
2. ↑  李靜.  (380). 台灣: 新台灣新聞週刊. 2003-07-04  [2017-03-20]. （原始内容存档于2017-03-20）.
3. 1 2  中興工程顧問股份有限公司. . 2007年6月.
4. ↑  交通部高速鐵路工程局. .   [2017-03-10]. （原始内容存档于2017-03-12）.
5. ↑  交通部高速鐵路工程局. . 2012年4月.
6. ↑  . 交通部高鐵局捷運工程處.   [2008-09-14]. （原始内容存档于2015-07-25）.
7. ↑  交通部高速鐵路工程局. . 交通部高速鐵路工程局.   [2015-03-31]. （原始内容存档于2016-03-04）.
8. ↑  高速鐵路工程局. . 高速鐵路工程局. （原始内容存档于2015-07-25）.
9. ↑  桃園大眾捷運股份有限公司. .   [2017-03-20]. （原始内容存档于2017-03-08）.
10. ↑  交通部高速鐵路工程局捷運工程處. . 交通部高速鐵路工程局捷運工程處.   [2015-03-31]. （原始内容存档于2016-01-18）.
11. ↑  .   [2024-01-03]. （原始内容存档于2024-01-03）.
12. ↑  .  (PDF) (报告) 中華民國106年. 新北市政府捷運工程局. 2018-06  [2019-06-08]. （原始内容存档 (PDF)于2019-08-11）.
13. ↑  .  (PDF) (报告) 中華民國107年. 新北市政府捷運工程局: 頁3-13～3-14. 2019-07-04  [2019-07-05]. （原始内容存档 (PDF)于2019-07-06）.
14. ↑  .  (PDF) (报告) 中華民國108年. 新北市政府捷運工程局: 頁44–48. 2020-06-04  [2020-06-06]. （原始内容 (PDF)存档于2020-06-07）.
15. ↑  .  (PDF) (报告) 中華民國109年. 新北市政府捷運工程局: 頁44–49. 2021-05  [2021-05-08]. （原始内容存档 (PDF)于2021-05-08）.

## 外部連結
- 桃園捷運 新莊副都心站 （页面存档备份，存于）（繁體中文）
- 桃園大眾捷運股份有限公司->乘車指南->路網圖（繁體中文）
- 桃園大眾捷運股份有限公司->乘車指南->車站簡介（繁體中文）